# Heusden Koers 1939
De 5e editie van de Belgische wielerwedstrijd Heusden Koers werd verreden op 20 augustus 1939. De start en finish vonden plaats in Heusden. De winnaar was Sylvain Grysolle, gevolgd door Frans Pauwels en Karel Clapdorp.

## Uitslag
| Heusden Koers 1939 |                  |                |         |
| Plaats             | Naam             | Ploeg          | Tijd    |
| Winnaar            | Sylvain Grysolle | Dilecta-Wolber | 3u34'0" |
| 2                  | Frans Pauwels    | Colin          | + 20"   |
| 3                  | Karel Clapdorp   |                | z.t.    |

1929 · 1930-1935 · 1936 · 1937 · 1938 · 1939 · 1952 · 1953 · 1954 · 1955 · 1956 · 1957 · 1958 · 1959 · 1960 · 1961 · 1962 · 1963 · 1964 · 1965 · 1966 · 1967 · 1968 · 1969 · 1970 · 1971 · 1972 · 1973 · 1974 · 1975 · 1976 · 1977 · 1978 · 1979 · 1980 · 1981 · 1982 · 1983 · 1984 · 1985 · 1986 · 1987 · 1988 · 1989 · 1990 · 1991 · 1992 · 1993 · 1994 · 1995 · 1996 · 1997 · 1998 · 1999 · 2000 · 2001 · 2002 · 2003 · 2004 · 2005 · 2006 · 2007 · 2008 · 2009 · 2010 · 2011 · 2012 · 2013 · 2014 · 2015 · 2016 · 2017 · 2018 · 2019 · 2020 · 2021 · 2022 · 2023